# 기생수
《기생수》(일본어: 寄生獣 기세이주[*])는 이와아키 히토시의 만화 작품이다. 고단샤의 《모닝 오픈 증간》에 1988년 F호부터 1989년 H호까지 연재되었고, 그 후 《월간 애프터눈》 1990년 1월호부터 1995년 2월호까지 연재되었다. 단행본은 일반판이 전 10권으로 구성되어 애프터눈 KC에서 발간되었으며, 2003년에는 완전판이 전 8권의 구성으로 애프터눈 KCDX를 통해 발간되었으며, 단행본 누계 판매 부수가 천만 부 이상을 기록하여 상업적인 성공을 거두었고, 제17회 고단샤 만화상과 제27회 성운상 코믹 부분을 수상하여 비평적인 성공도 거두었다. 2014년 10월부터 2015년 3월까지 닛폰 TV에서 텔레비전 애니메이션이 방송되었다. 그리고 2014년 11월 29일 야마자키 다카시 감독이 제작한 실사판 영화 Part 1이 개봉했으며, 2015년 4월 25일 완결판 Part 2를 개봉했다.

## 줄거리
지구에 사는 누군가가 문득 생각했다.
"인간의 수가 절반으로 준다면 얼마나 많은 숲이 살아남을까."
"인간이 100분의 1로 준다면 쏟아내는 독도 100분의 1이 될까."
"모두의 미래를 지켜야 한다."
어느 날 하늘에서 정체 불명의 생명체가 떨어진다. 이 생명체에게 인식된 명령은 오로지 하나, "인간을 먹어라". 이 생명체들은 순식간에 인간의 몸에 파고들어가 머리를 장악하고 인간의 겉모습을 한 채 다른 인간들을 잡아먹기 시작한다.

## 등장인물
- 이즈미 신이치(泉新一)

주인공. 평범한 남자 고등학생이었으나 어느 날 기생생물이 붙어서 같이 살게 된다.. 원래는 기생생물이 신이치를 죽이고 뇌를 지배하려고 하였으나 팔에 들어온 기생 생물을 필사적으로 이어폰 줄을 감아 막아낸다. 대신 그 기생생물이 팔에 붙어있는 채로 살아가게 된다. 한 번은 신이치가 다른 기생생물에게 심하게 공격을 당하게 되는데 오른쪽이(신이치의 오른손에 정착한 기생생물)가 자신의 몸을 희생해서 치료를 하게 된다. 이 때 오른쪽이의 세포들이 신이치의 몸에도 퍼지게 되는데, 이 때문에 신이치도 기생생물처럼 점점 차가운 성격으로 변하게 된다.
- 오른쪽이(미기(ミギー))

신이치의 오른손에 정착한 기생 생물. 학습의 생물. 신이치를 죽이면 자신도 죽기 때문에 함부로 죽이지 못한다. 자신이 어떤 생물인지, 왜 존재하는지는 자신도 모르고 있다. 이것을 알아내기 위해서 다른 기생생물에게도 관심을 보인다. 다른 기생생물들과 다른 점이라면 인간을 포식하지 않는다. 그러나 역시 다른 기생생물들과 마찬가지로 감정의 지배를 받지 않아서 인간의 사고 범위를 초월하는 냉정한 행동을 한다. 그러나 신이치가 오른쪽이의 영향을 받은 것처럼 오른쪽이도 신이치의 영향을 받아 서서히 인간적인 모습을 보인다.
- 무라노 사토미(村野 里美)

신이치와 같은 학교에 다니는 여학생. 신이치의 여자친구이다. 신이치에게 기생생물이 붙어있다는 사실은 모르지만, 점점 신이치의 성격이 변해가는 것을 느끼며 신이치와 멀어지는 것이 아닐까 하는 불안감에 시달리기도 한다. 평소에는 신이치를 위로해주면서 정신적인 버팀목이 되는 중요한 역할을 한다.
- 키미시나 카나(君嶋 加奈)

다른 고등학교의 여학생. 신이치를 짝사랑한다. 특이하게 기생생물끼리만 느끼는 파장을 약간이나마 감지하는 능력을 지니고 있다. 이 능력 때문에 신이치의 오른쪽이에게서 나오는 파장을 느끼며 자신은 이 능력을 '운명의 상대를 느끼는 힘'이라고 착각하고 짝사랑하게 된다. 원작만화에서는 성씨가 불명이였지만 애니메이션에서 '키미시마(君島) 카나'로 풀네임이 정해졌다. 12화에서 기생생물에 의해 죽게 된다.
- 타미야 료코(田宮良子)→타무라 레이코(田村玲子)

어느 여성의 머리를 장악한 기생 생물. 매우 지능이 높아 인간을 포식하는 데에만 관심이 있는 다른 기생 생물과 달리, 인간 자체에 대한 관심을 갖고 독자적인 연구를 진행한다. 심지어 사회생활에도 잘 적응해 신이치가 다니는 학교에 선생님으로 일도 한다. 같은 기생 생물 'A'와 동침하여 임신까지 하고 인간 아이를 출산한다. 처음에는 자신의 아이에게 인간다운 모정을 보이지 않다가 아이를 지키기 위해 자신을 희생하는 모습을 보이기도 한다. 18화에서 경찰의 총격에서 아이를 지키기 위해 목숨을 버린다.
- 고토

어느 남성의 머리를 장악한 기생 생물. 대부분의 기생 생물이 숙주의 머리만 장악하고 있는 것과 달리 다섯 마리의 기생 생물이 머리. 양팔, 양다리를 장악하고 있다. 전투력은 기생 생물 중에서는 최강이며, 기생세포가 없는 옆 구리의 일부를 제외하면 총을 맞아도 데미지를 받지 않는다.
- 이즈미 이치(신이치 아빠)(泉 一之)
- 이즈미 노부코(신이치 엄마)(泉 信子)
- A
- 우라가미(浦上)
- 카미조(上条)
- 하야세 마키코(早瀬 真樹子)
- 나가이 카즈키(永井一樹)
- 스즈키 아키호(鈴木 アキホ)
- 우다 마모루(宇田 守)
- 미츠오(光男)
- 히로카와 다케시(広川武)

## 영화
2014년에 <기생수part1>이공개되었고, 2015년에
<기생수part2>,완결편이 공개되었다.

### 캐스트
- 오른쪽이(미기) - 아베 사다오
- 이즈미 신이치 - 소메타니 쇼타
- 타미야 료코 - 후카츠 에리
- 무라노 사토미 - 하시모토 아이
- 고토 - 아사노 타다노부
- 히로카와 다케시 - 키타무라 카즈키
- 히라마 - 쿠니무라 준

### 스태프
- 원작 - 이와아키 히토시
- 각본 - 고사와 료타, 야마자키 다카시
- 감독·VFX - 야마자키 다카시
- 배급 - 토호

## TV 애니메이션
《기생수 세이의 격률》이라는 제목으로 닛폰 TV 등에서 2014년 10월 9일부터 2015년 3월 18일까지 방영되었다.

### 한국어 더빙 캐스트
- 김현욱: 이즈미 신이치
- 은영선: 오른쪽이
- 이영란: 무라노 사토미
- 이지현: 키미시나 카나
- 김현심: 타미야 료코=타무라 레이코
- 정훈석: A, 나이토
- 안장혁: 고토
- 황윤걸: 신이치 아빠
- 김성연: 신이치 엄마
- 위훈: 우라가미, 마에자와
- 이동훈: 카미조, 타치카와 하루키, 미타
- 이슬: 마키코, 쿠라모리 부인, 히키와
- 고성일: 나가이 카즈키, 카츠마타
- 김하루: 스즈키 아키호
- 박소라: 타치카와 유코
- 최낙윤: 우다 마모루, 야노, 타오카
- 전상조: 미츠오
- 김광국: 히로카와 다케시
- 송하림: 죠
- 홍진욱: 쿠라모리 시로
- 방성준: 야마기시
- 이재범: 히라마, 미키, 나카노
- 정재헌: 히데오
- 이경태: 후루타니
- 이인석: 쿠사노
- 임은정: 미츠요
- 배진홍: 료코 엄마

### 스태프
- 원작 - 이와아키 히토시
- 감독 - 시미즈 켄이치
- 감독 보좌 - 야마시로 치에, 카와무라 켄이치
- 시리즈 구성 - 요네무라 쇼지
- 캐릭터 디자인 - 히라마츠 타다시
- 서브 캐릭터 디자인·총작화 감독 - 코마루 토시유키
- 프롭 디자인 - 하가 히토시
- 애니메이션 디렉터 - 하가 히토시, 칸노 요시히로, 양병길, 미즈타니 마사유키
- 미술 감독 - 아카이 후미히사
- 색채 설계 - 하시모토 사토시
- 촬영 감독 - 후시하라 아카네
- CG 감독 - 후쿠시 나오야
- 편집 - 키무라 카시코
- 음향 감독 - 야마다 치아키
- 음악 - Ken Arai
- 프로듀서 - 나카타니 토시오, 이나게 히로유키, 키리모토 아츠시, 오오시마 유카, 시오이리 소타, 후카다 다이스케
- 애니메이션 프로듀서 - 하야시 마사키
- 애니메이션 제작 - 매드하우스
- 제작 - 닛폰 TV, VAP, 포어캐스트 커뮤니케이션즈

### 주제가
Let Me Hear
Fear, and Loathing in Las Vegas에 의한 오프닝 테마.
IT'S THE RIGHT TIME
미우라 다이치에 의한 엔딩 테마.

### 방영 목록
| 화수        | 제목                                      | 각본          | 그림 콘티       | 연출                          | 작화 감독                                                                                 | 방송일          |
| ----------- | ----------------------------------------- | ------------- | --------------- | ----------------------------- | ----------------------------------------------------------------------------------------- | --------------- |
| stage:1     | 変身 변신                                 | 요네무라 쇼지 | 시미즈 켄이치   | 야마시로 치에                 | 히라마츠 타다시                                                                           | 2014년 10월 9일 |
| stage:2     | 肉体の悪魔 육체의 악마                    | 요네무라 쇼지 | 시미즈 켄이치   | 쿠즈야 나오유키               | 요시다 토오루 하가 히토시                                                                 | 10월 16일       |
| stage:3     | 饗宴 향연                                 | 후지타 신조   | 사와이 코지     | 사와이 코지                   | 시마 켄이치                                                                               | 10월 23일       |
| stage:4     | みだれ髪 흐트러진 머리                    | 요네무라 쇼지 | 사토 유조       | 이시다 토오루                 | 아시야 코헤이                                                                             | 10월 30일       |
| stage:5     | 異邦人 이방인                             | 요네무라 쇼지 | 타카하시 토오루 | 마타노 히로미치               | 야마자키 노리요시                                                                         | 11월 6일        |
| stage:6     | 日はまた昇る 태양은 다시 떠오른다         | 요네무라 쇼지 | 아오야마 히로시 | 야마시로 치에                 | 사쿠라이 쿠니히코                                                                         | 11월 13일       |
| stage:7     | 暗夜行路 암야행로                         | 후지타 신조   | 호소카와 히데키 | 이나바 유키                   | 김봉덕 사유미 레이 하라다 리에                                                            | 11월 20일       |
| stage:8     | 氷点 빙점                                 | 요네무라 쇼지 | 사와이 코지     | 사와이 코지                   | 시마 켄이치                                                                               | 11월 27일       |
| stage:9     | 善悪の彼岸 선악의 피안                    | 후지타 신조   | 하라 히로시     | 카와무라 켄이치               | 아시야 코헤이 하가 히토시                                                                 | 11월 27일       |
| stage:10    | 発狂した宇宙 발광한 우주                  | 요네무라 쇼지 | 산죠 나미미     | 시라이시 미치타               | 카와무라 유키 카와무라 유키노리 나카코지 요시타케 마츠시타 준코 쿠보 사토시 시노다 아키라 | 12월 4일        |
| stage:11    | 青い鳥 파랑새                             | 요네무라 쇼지 | 시시도 준       | 마타노 히로미치               | 야마자키 노리요시                                                                         | 12월 11일       |
| stage:12    | こころ 마음                               | 요네무라 쇼지 | 시미즈 켄이치   | 야마시로 치에                 | 사쿠라이 쿠니히코                                                                         | 12월 25일       |
| stage:13    | 悲しみよこんにちは 슬픔이여, 안녕         | 후지타 신조   | 사야마 키요코   | 쿠즈야 나오유키               | 하라다 미네후미 사키구치 사오리 우에하라 후미야 쿠보 사토시                               | 2015년 1월 8일  |
| stage:14    | 利己的な遺伝子 이기적인 유전자            | 요네무라 쇼지 | 사와이 코지     | 사와이 코지                   | 시마 켄이치                                                                               | 1월 15일        |
| stage:15    | 何かが道をやって来る 무언가 길을 찾아오다 | 후지타 신조   | 아오야마 히로시 | 이시다 토오루 카와무라 켄이치 | 하가 히토시 아시야 코헤이                                                                 | 1월 22일        |
| stage:16    | 幸福な家庭 행복한 가정                    | 요네무라 쇼지 | 산죠 나미미     | 이나바 유키                   | 하라다 리에 가이 카쿠토 임승봉                                                            | 1월 29일        |
| stage:17    | 瀕死の探偵 빈사의 탐정                    | 후지타 신조   | 사와이 코지     | 마타노 히로미치               | 야마자키 노리요시                                                                         | 2월 5일         |
| stage:18    | 人間以上 인간 이상                        | 요네무라 쇼지 | 사야마 키요코   | 야마시로 치에                 | 사쿠라이 쿠니히코                                                                         | 2월 12일        |
| stage:19    | 冷血 냉혈                                 | 요네무라 쇼지 | 시미즈 켄이치   | 시라이시 미치타               | 카와무라 유키 마츠시타 준코 나카코지 요시타케 이시이 유미코 키노시타 유미코               | 2월 19일        |
| stage:20    | 罪と罰 죄와 벌                            | 후지타 신조   | 시미즈 켄이치   | 사와이 코지                   | 시마 켄이치                                                                               | 2월 26일        |
| stage:21    | 性と聖 성(性)과 성(聖)                    | 요네무라 쇼지 | 시미즈 켄이치   | 이시다 토오루                 | 아시야 코헤이 하가 히토시                                                                 | 3월 5일         |
| stage:22    | 静と醒 고요함과 깨어남                    | 요네무라 쇼지 | 산죠 나미미     | 쿠즈야 나오유키               | 하라다 미네후미                                                                           | 3월 12일        |
| stage:23    | 生と誓 생(生)과 맹세                      | 요네무라 쇼지 | 사토 유조       | 마타노 히로미치               | 야마자키 노리요시                                                                         | 3월 19일        |
| final stage | 寄生獣 기생수                             | 요네무라 쇼지 | 사야마 키요코   | 야마시로 치에                 | 사쿠라이 쿠니히코                                                                         | 3월 26일        |